# Giuseppe Musiani
Giuseppe Musiani (Bolonya, 1818 - ibídem, 1901) fou un tenor italià. Cantà a Madrid, Pisa, Chicago i al Liceu de Barcelona.